# Donauweibchen (Sagengestalt)

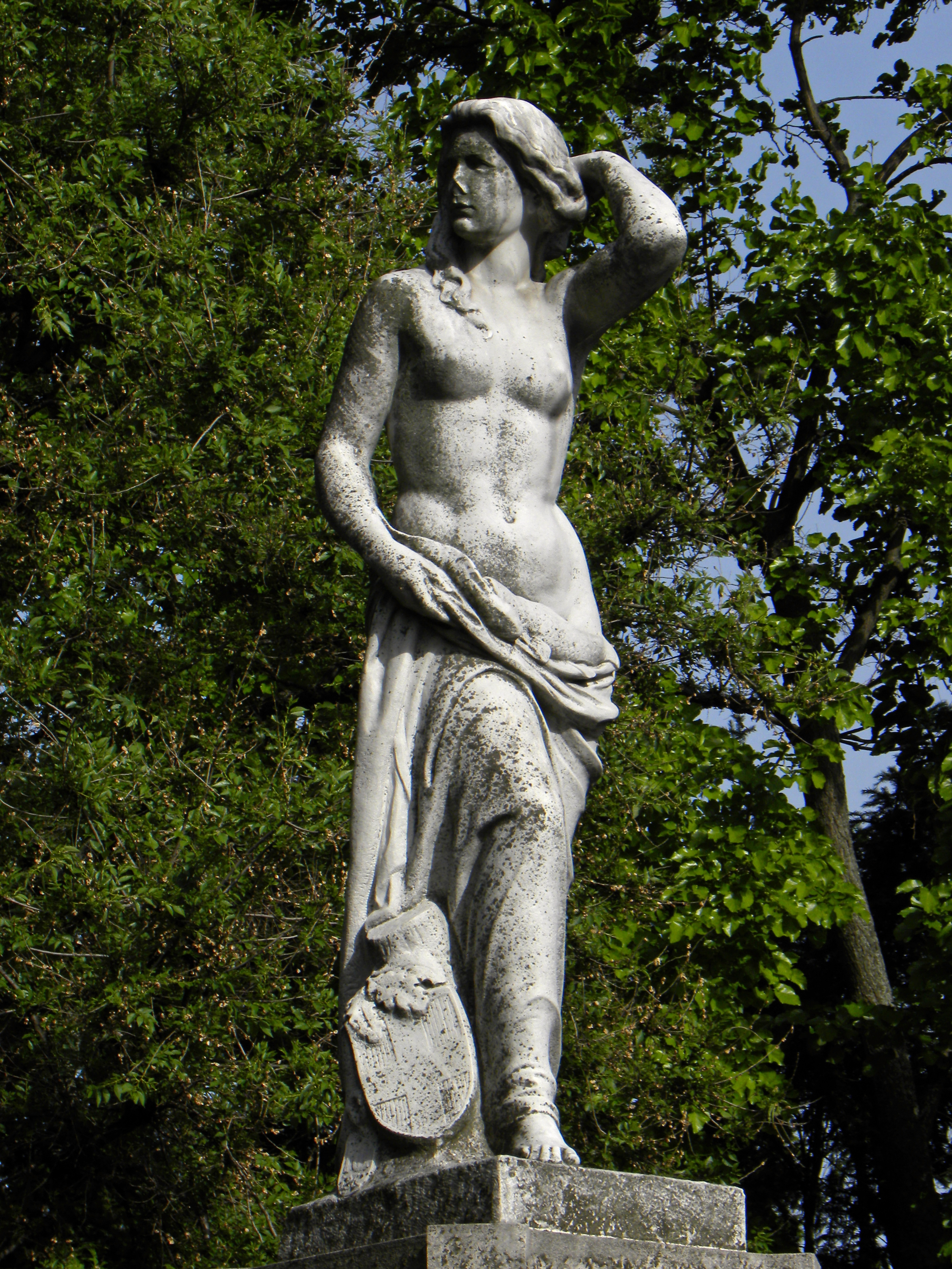
Figur des Donauweibchens von Hanns Gasser (1858) auf dem Donauweibchenbrunnen im Wiener Stadtpark

Das Donauweibchen (manchmal auch Donauweiberl) ist ein den Menschen vermeintlich freundlich gesonnenes Nixenwesen aus einer gleichnamigen österreichischen Sage.

## Sage
Das Donauweibchen wird meist als schönes junges Mädchen mit blondem oder schwarzem Haar beschrieben, das ein weißes Kleid trägt und Wasserlilien in den Haaren. In der Sage warnt das Donauweibchen einen Fischer und seinen Sohn vor einem bevorstehenden Hochwasser, das die Fischerhütten am Ufer der Donau bedroht. Die beiden Männer warnen daraufhin auch die anderen Fischer und bringen ihre Habseligkeiten vor dem Fluss in Sicherheit. Die Vorhersage des Donauweibchens stellt sich kurz darauf als richtig heraus und erst nachdem das Wasser wieder gesunken ist, können die Fischer mit ihren Familien in ihre Häuser zurückkehren. Der Sohn des Fischers hat sich allerdings in die Nixe verliebt und sucht jeden Tag am Ufer nach ihr. Seine Sehnsucht nach ihr wird stärker und stärker und treibt ihn zum Entsetzen seines Vaters dazu, nachts allein mit dem Boot auf die Donau hinauszufahren und erst in der Früh zurückzukehren. Eines Tages aber kommt er nicht mehr heim und nur sein Boot wird am Ufer angeschwemmt. Seit jener Zeit hat keiner mehr das Donauweibchen gesehen.
In einer anderen Version lebt das Donauweibchen in einem Schloss aus Kristall am Grund der Donau, das manch ein Fischer bei klarem Wasser funkeln gesehen haben soll. Das Schloss gehört dem Donaufürsten, der dort mit seinen Töchtern, den Nixen, wohnt und die Seelen der Ertrunkenen gefangen hält. Manchmal, wenn der Mond besonders hell scheint, steigt der Wasserfürst aus der Flut, um die Menschen zu erschrecken. Wer ihn dabei anspricht, wird unbarmherzig in die Tiefe gezogen. In dieser Version singen die Wassernixen und locken Fischer in den Strom hinaus, auf dass sie nie zurückkehren. So ähnlich geschieht es in dieser Version auch dem Sohn des Fischers.
Wieder anderen Versionen zufolge lockt das Donauweibchen bevorzugt Kinder in den Ertrinkungstod. 
Meist wird es aber als freundlich dargestellt und beschenkt manchmal sogar die Menschen entweder mit verlorenen Schätzen vom Flussgrund oder mit hübschen Steinen und Strandgut. Die Dummen übersehen diese Geschenke oder schmeißen sie weg. Wer die Gaben des Donauweibchens aber annimmt und in Ehren hält, kann erleben, dass sie sich über Nacht in Gold verwandeln.

## Donauweibchen in der Kunst

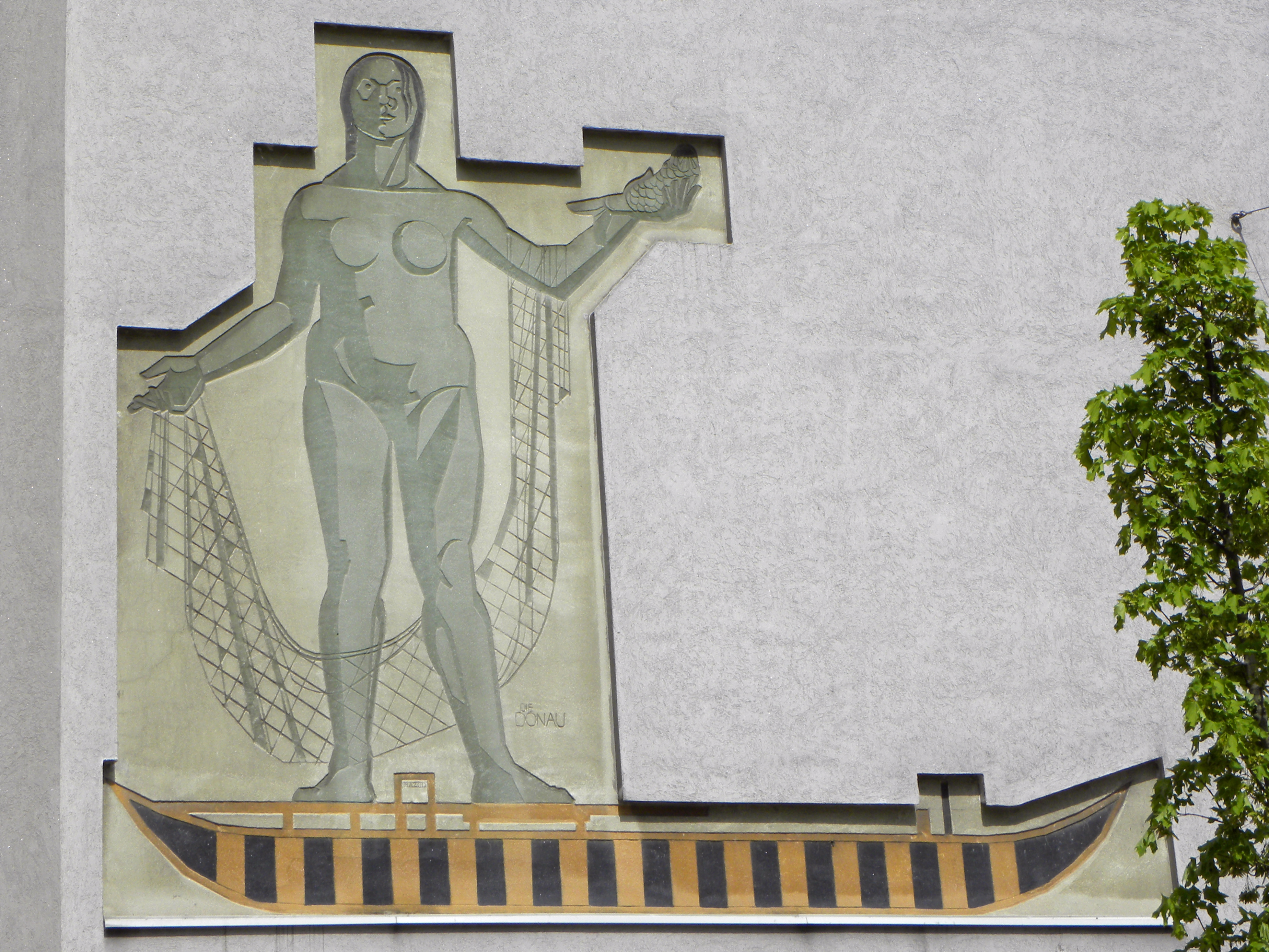
Donauweibchen, Sgraffito von Johann Hazod in Linz-Urfahr (1965)

Der Stoff des Donauweibchens wurde mehrmals literarisch oder musikalisch verarbeitet. Das Singspiel Das Donauweibchen. Ein romantisches komisches Volksmärchen mit Gesang in drei Aufzügen nach einer Sage der Vorzeit mit Text von Karl Friedrich Hensler  und Musik von Ferdinand Kauer wurde 1798 im Theater in der Leopoldstadt uraufgeführt. Ludwig Tieck schrieb 1808 das Jambendrama Das Donauweib. Von Julius Hopp stammt die romantisch-komische Operette Das Donauweibchen und der Ritter vom Kahlenberg (1866). Max Mell veröffentlichte 1938 Das Donauweibchen: Erzählungen und Märchen.
Johann Strauss (Sohn) widmete dem Donauweibchen 1887 einen gleichnamigen Walzer.
Das Donauweibchen wird auch in mindestens einem Werk des österreichischen Liedermachers Ernst Molden beschrieben. In Aum Blaun Wossa lockt das Donauweibchen betrunkene Fischer in den Strom. Auch in den verschiedenen Versionen des Donaulieds spielt das Donauweibchen eine Rolle.
In der bildenden Kunst wird die Figur unter anderem auf dem 1858 von Hanns Gasser geschaffenen Donauweibchenbrunnen im Wiener Stadtpark und dem 1861 von  Heinrich von Ferstel geschaffenen Donaunixenbrunnen dargestellt.